# Moohook
Moohook war ein Gewichtsmaß auf dem Sulu-Archipel. Es galt als das kleinste Maß und gehörte zur Maßkette des Peculs, der am Anfang stand. Dieses Maß war 60,48 Kilogramm (im Kanton und Singapur war 1 Pecul/Picul = 100 Catti = 60,478 Kilogramm) und entsprach dem chinesischen Picul in der Größe. Moohook selbst war dem chinesischen Casch gleich.
- 1 Moohook = 0,0378 Gramm

Die Beziehungen der Maße im Einzelnen waren
- 10 Moohooks = 1 Chochack
- 10 Chochacks = 1 Amma
- 10 Ammas = 1 Täl
- 16 Täls = 1 Catti
- 5 Catti = 1 Boodoot
- 10 Boodoots = 1 Lacksa
- 2 Lacksas = 1 Pecul

Die Maßkette war 
- 1 Pecul = 2 Lacksas = 20 Boogoots = 100 Catti = 1600 Täls = 16.000 Ammans = 160.000 Chochacks = 1.600.000 Moohooks